# SMS Erzherzog Albrecht
O SMS Erzherzog Albrecht foi um navio ironclad operado pela Marinha Austro-Húngara. Sua construção começou no início de junho de 1870 nos estaleiros da Stabilimento Tecnico Triestino em Trieste e foi lançado ao mar no final de abril de 1872, sendo comissionado na frota austro-húngara em junho de 1874. Era equipado com um armamento principal composto por oito canhões de 240 milímetros montados em uma bateria central, tinha um deslocamento de seis mil toneladas e alcançava uma velocidade máxima de mais de doze nós (23 quilômetros por hora).
O Erzherzog Albrecht teve um carreira limitada, pois pequenos orçamentos navais impediram um serviço ativo regular. Seu primeiro período de atividade só veio em 1881, quando ajudou a subjugar uma revolta na Baía de Cátaro até o ano seguinte. Foi tirado de serviço em 1908 e convertido em um navio-escola, sendo renomeado para SMS Feuerspeier. Foi transformado em um alojamento flutuante em 1915 e entregue para a Itália após a Primeira Guerra Mundial. O navio foi renomeado para Buttafuoco, permanecendo de posse dos italianos até ser desmontado em 1950.

## Desenvolvimento
A Marinha Austro-Húngara pediu em 1869 que Josef von Romako, o Diretor de Construção Naval, preparasse projetos para dois novos ironclads. O primeiro e maior se tornou o SMS Custoza, enquanto o segundo, que se tornaria o Erzherzog Albrecht, teve um projeto ligeiramente menor por uma escassez de dinheiro. Romako incorporou lições aprendidas na Batalha de Lissa de 1866, decidindo que a nova embarcação deveria favorecer blindagem e capacidade de disparar para vante e para ré com o objetivo de permitir abalroamentos mais eficazes. Isto forçou redução no número de canhões principais e potência dos motores. Um arranjo de bateria central igual ao do ironclad SMS Lissa foi adotado para compensar o número menor de armas. Diferentemente do casco de madeira do Lissa, o Erzherzog Albrecht e Custoza foram construídos com ferro, as primeiras embarcações da Marinha Austro-Húngara de ferro.

## Projeto

### Características

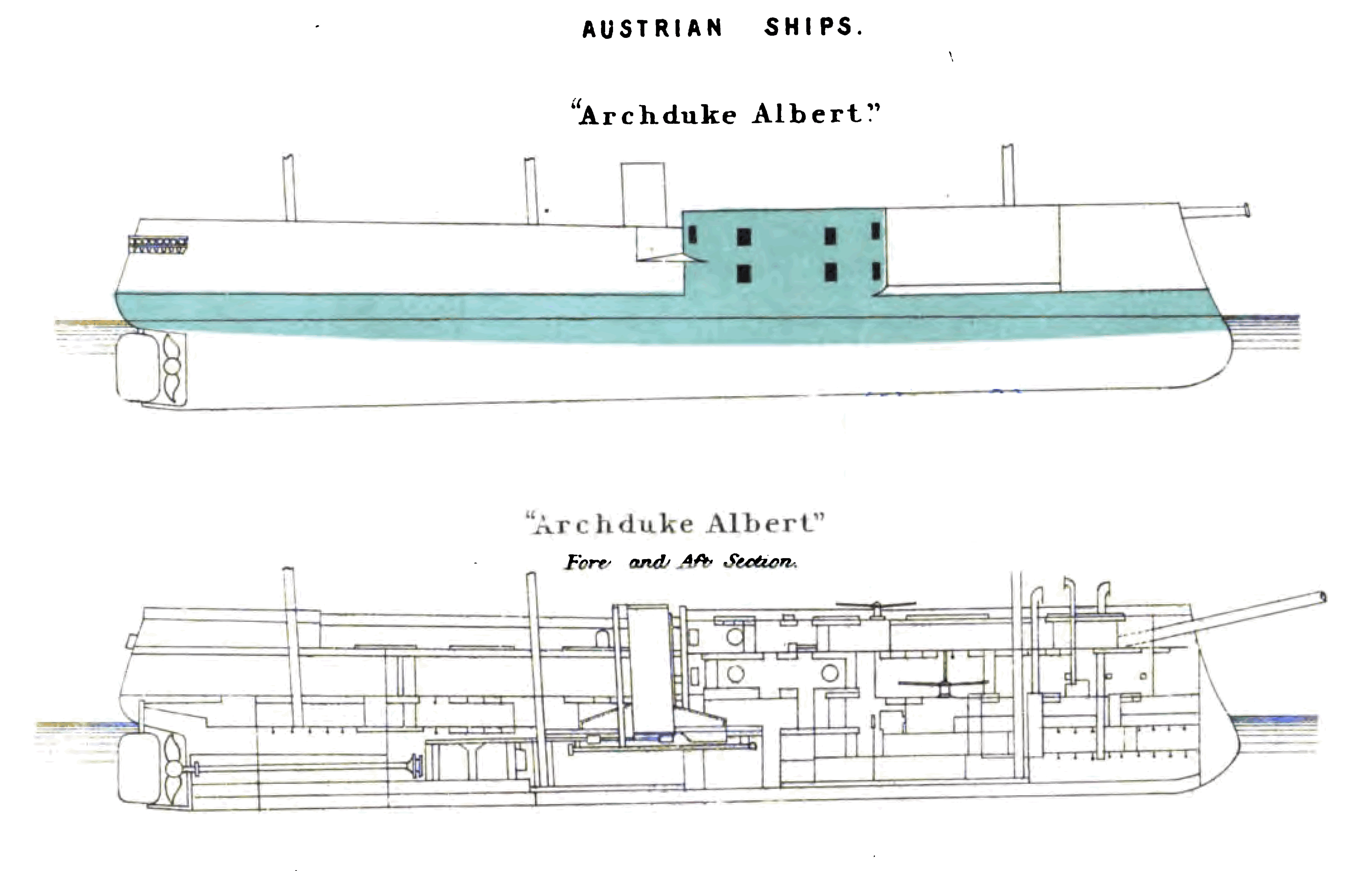
Desenho do Erzherzog Albrecht

O Erzherzog Albrecht tinha 87,87 metros de comprimento da linha de flutuação e 89,69 metros de comprimento de fora a fora. Tinha boca de 17,15 metros, calado médio de 6,72 metros e deslocamento de 6 080 toneladas. Segundo os historiadores Erwin Sieche e Ferdinand Bilzer, foi o segundo navio austro-húngaro construído com casco de ferro depois do Custoza, porém o historiador R. F. Scheltema de Heere afirmou que seu casco era uma mistura de ferro e madeira. Uma pequena torre de comando ficava à ré do mastro de vante. Sua tripulação consistia em 540 oficiais e marinheiros.
Tinha um motor a vapor horizontal de expansão única com dois cilindros que girava uma hélice de 6,32 metros de diâmetro. Este motor foi fabricado pela Stabilimento Tecnico Triestino, o mesmo estaleiro em que o navio foi construído. O vapor vinha de sete caldeiras a carvão com 26 fogões, cuja exaustão era despejada por uma única chaminé à meia-nau. Este sistema tinha uma potência indicada de 4 025 cavalos-vapor (2 960 quilowatts) para uma velocidade máxima de 12,84 nós (23,78 quilômetros por hora), porém em seus testes marítimos em 28 de outubro de 1874 alcançou 13,38 nós (24,78 quilômetros por hora) a partir de 4 114 cavalos-vapor (3 025 quilowatts). Podia carregar até 475 toneladas de carvão.

### Armamento e blindagem
O armamento principal do Erzherzog Albrecht tinha oito canhões retrocarga calibre 22 de 240 milímetros fabricados pela alemã Krupp. Eles ficavam montados em uma bateria central com dois conveses, quatro armas em cada, permitindo que quatro canhões disparassem à vante ou para as laterais e dois para ré. Seu armamento secundário original tinha seis canhões calibre 24 de 89 milímetros e dois calibre calibre 15 de 70 milímetros, todas também produzidas pela Krupp. Várias outras armas foram adicionadas mais adiante em sua carreira, incluindo quatro canhões calibre 35 de 47 milímetros, cinco canhões giratórios Hotchkiss de 47 milímetros e duas metralhadoras de 25 milímetros. Também foi depois equipado com quatro tubos de torpedo de 350 milímetros, uma na proa, um na popa e um em cada lateral. O cinturão principal de blindagem de ferro forjado e tinha 203 milímetros de espessura, a casamata da bateria central tinha 177 milímetros, enquanto as anteparas transversais nas extremidades da casamata tinha 126 milímetros.

## História
O batimento de quilha do Erzherzog Albrecht ocorreu em 1º de junho de 1870 nos estaleiros da Stabilimento Tecnico Triestino em Trieste. Foi lançado ao mar em 24 de abril de 1872 e finalizado em junho de 1874, exceto pelo seu armamento, que foi instalado mais tarde no Arsenal Naval de Pola. A finalização foi atrasada significativamente por escassez de dinheiro, o que adiou a aquisição das placas de blindagem dos fabricantes britânicos. O financiamento da blindagem foi aprovado em janeiro de 1871. O navio iniciou seus testes marítimos em 27 de outubro de 1874. Os ironclads austro-húngaros, incluindo o Erzherzog Albrecht, ficaram atracados fora de serviço na reserva naval em Pola por falta de dinheiro, com as únicas embarcações que tiveram algum serviço ativo na década de 1870 sendo as mais antigas em viagens internacionais. A embarcação só foi ter seu primeiro período de atividade em 1881. Mais tarde no mesmo ano, o Erzherzog Albrecht, a fragata SMS Laudon e vários navios menores foram enviados para a Baía de Cátaro com o objetivo de subjugar uma revolta. As operações se encerraram em março de 1882, com as embarcações tendo bombardeado posições rebeldes na área.
O navio participou das manobras de frota de 1887, que incluíram treinamentos de artilharia. O Erzherzog Albrecht serviu de capitânia durante os exercícios de frota realizados entre junho e julho de 1889, sendo membro de uma esquadra que também incluía os ironclads Custoza, SMS Kaiser Max, SMS Don Juan d'Austria e SMS Prinz Eugen. Ele permaneceu em serviço até 1908, quando foi convertido em uma embarcação auxiliar para a escola de artilharia. Foi renomeado para SMS Feuerspeier e serviu como tal até outubro de 1915, quando foi transformado em um alojamento flutuante para tripulantes alemães de submarinos durante a Primeira Guerra Mundial. Ele foi entregue à Itália como prêmio de guerra depois do final do conflito, sendo renomeado Buttafuoco e servindo como um navio despojado até ser desmontado em 1950.